# E621 (sitio web)
e621 es un sitio web de arte digital de estilo tablón de imágenes con temática furra conocido por albergar principalmente contenido furro pornográfico, llamado «yiff» en el «fandom furry» 'fanáticada furra'. El sitio web, que alberga más de 4 millones de imágenes a enero de 2025, es propiedad de Jan «Varka» Mulders, quien también es el director ejecutivo del fabricante de juguetes sexuales Bad Dragon. e621 tiene otro sitio para el arte no pornográfico (SFW) llamado e926. e621 se encuentra entre los sitios web furro más visitados, junto con la comunidad de arte FurAffinity.

## Nombre
E621 es el número E del glutamato monosódico, un potenciador del sabor. Dictionary.com propone que el sitio web recibió este nombre como referencia a que su contenido era sabroso (?); el sitio web del diccionario en línea también señala que el sitio web espejo del e621, e926, es el número E del agente blanqueador dióxido de cloro, que, según afirman, es quizás una «referencia a un blanqueador de ojos figurativo».

## Descripción general
e621 es un tablón de imágenes de estilo booru con temática de furry: una galería en la que las imágenes, casi exclusivamente arte digital, se clasifican con etiquetas. Si bien e621 permite contenido tanto seguro para el trabajo como no seguro para el trabajo, la pornografía furry, conocida como 
«yiff», es la colección más grande del sitio web;  es también por lo que e621 es más conocido. De esta manera, los usuarios pueden utilizar la función de etiquetado para buscar obras de arte que contengan fetiches o kinks. e621 también alberga otras formas de arte, como  kemonomimi, Pokémon, y ponis de la serie animada de televisión infantil My Little Pony: La magia de la amistad;  El arte erótico del cual se conoce como «clop».
El 5 de marzo de 2020, e621 publicó su código fuente bajo los términos de la licencia BSD de 2 cláusulas. El sitio es una bifurcación muy modificada del tablón de imágenes centrado en el anime Danbooru y utiliza el marco Ruby on Rails.
En enero de 2024, e621 tenía casi 4 millones de imágenes. El sitio web es propiedad de Jan "Varka" Mulders, quien también es el director ejecutivo del fabricante de juguetes sexuales Bad Dragon. El sitio web también contiene un foro de discusión y una wiki para sus etiquetas, así como un sitio espejo seguro para el trabajo (SFW) llamado e926.

## Popularidad
e621 es uno de los sitios web furry más visitados, junto con FurAffinity. Una encuesta de 2017 a los asistentes a Anthrocon, una convención furry anual en Pittsburgh, Pensilvania, realizada por el Proyecto Internacional de Investigación Antropomórfica, descubrió que e621 era el octavo sitio web "con temática furry" más visitado según los participantes.

## Bloqueos de sitios web
El 1 de enero de 2024, e621 bloqueó el acceso a sí mismo dentro del estado de Carolina del Norte, en los EE. UU., tras la aprobación de la Ley de Verificación de la Edad de Pornografía (PAVE, por sus siglas en inglés), que exige que los sitios web pornográficos verifiquen la edad de un usuario.